# Challenger DCNS de Cherbourg 1989
Il Challenger DCNS de Cherbourg 1989 è stato un torneo di tennis facente parte della categoria ATP Challenger Series nell'ambito dell'ATP Challenger Series 1989. Il torneo si è giocato a Cherbourg in Francia dal 16 al 22 ottobre 1989 su campi in cemento indoor.

## Vincitori

### Singolare
Veli Paloheimo ha battuto in finale  Martin Laurendeau con il punteggio di 3–6, 6–3, 6–2

### Doppio
Ronnie Båthman /  Andrew Castle hanno battuto in finale  Olli Rahnasto /  Johan Vekemans con il punteggio di 6–2, 6–3